# نقص گابا ترانس آمیناز
نقص گابا ترانس آمیناز نوعی ناهنجاری است که به صورت اتوزوم مغلوب به ارث می‌رسد و با اختلال رشد و تشنج خود را نشان می‌دهد.

## علائم بالینی
- زمان تولد: طبیعی.
- دوران نوزادی، شیرخوارگی و کودکی: بی اشتهایی، استفراغ، تأخیر روانی حرکتی، تشنج، عقب ماندگی ذهنی، خواب آلودگی، کاهش تونوس عضلانی محوری، افزایش رفلک‌سهای تاندونی، بزرگی جثه و قد بلند (در اثر افزایش ترشح هورمون

رشد) و احتمالا آسیب مغزی اپی‌لپتیک کشنده نوزادی.

## نقص آنزیم
نقص در آنزیم گابا ترانس آمیناز. آنزیم گابا ترانس آمیناز یا چهارآمینوبوتیرات ترانس‌آمیناز این واکنش را تسهیل می‌کند:
- 4-aminobutanoate + 2-oxoglutarate {\displaystyle \rightleftharpoons } succinate semialdehyde + L-glutamate

## توارث ژنتیکی
اتوزوم مغلوب.

## میزان بروز
نادر.

## روش تشخیص
- اسیدهای آمینه پلاسما: افزایش گابا، هموکارنوزین و بتا آلانین طبیعی یا بالا.
- اسیدهای آمینه مایع مغزی نخاعی: افزایش گابا.

## درمان
ناشناخته.

## آزمون تشخیص قبل از تولد
بررسی آنزیم در نمونه پرزهای کوریونی.